# Fabián Robles
Fabián Robles (León de los Aldama, Guanajuato, Meksiko, 16. travnja 1974.) meksički je glumac, koji uglavnom glumi u telenovelama.

## Filmografija
- El vuelo del águila[2] — Porfirio Díaz
- Bajo un mismo rostro — Teo
- Lazos de amor — Geno
- La antorcha encendida — José
- Te sigo amando — Óscar
- Amada enemiga — Marcos

- Tres mujeres — Ángel Romero/José Ángel Belmont
- Između ljubavi i mržnje — José Alfredo Moreno
- Amy, la niña de la mochila azul — Bruno Cervantes
- Apuesta por un amor — Álvaro Montaño
- Protiv vjetra i oluje — Jerónimo
- Muchachitas como tú — Federico
- Al diablo con los guapos — Rigoberto
- Odavde do vječnosti — Vladimir Piñeira
- Como dice el dicho — José
- Mujeres asesinas — Pitayo
- Gospodarica tvoga srca — Felipe Santibáñez
- La que no podía amar — Efraín
- La malquerida — Braulio Jiménez
- Que te perdone Dios — Julio Acosta/Julian Acosta Montero
- La candidata — José
- En tierras salvajes — Víctor

## Obitelj
Fabián je sin glumca Fernanda Roblesa te brat Juliána Roblesa, koji je glumac, pisac i redatelj.